# Music for the Royal Fireworks

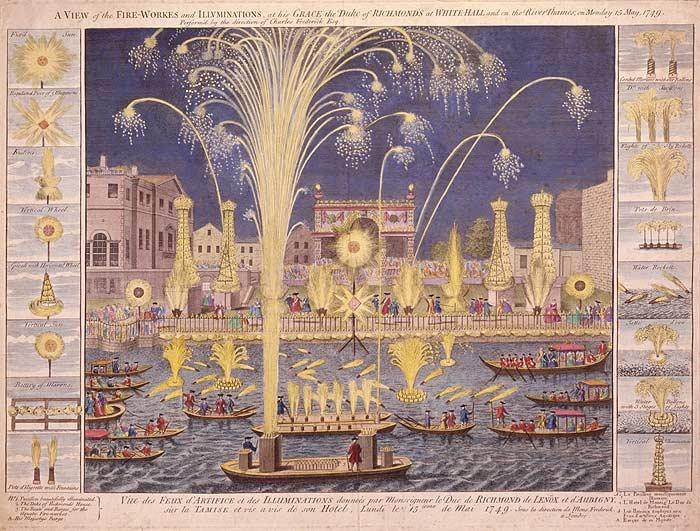
Vuurwerk op de Theems op 15 mei 1749 ter gelegenheid van de Vrede van Aken het jaar daarvoor

Music for the Royal Fireworks (HWV 351), is een compositie van Georg Friedrich Händel. Händel schreef het ter ere van de Vrede van Aken. Samen met Water Music en de Messiah behoort het tot de bekendste werken van Händel.

## Achtergrond
Op verzoek van koning George II van Groot-Brittannië is het werk geschreven voor uitvoering door een militaire kapel zonder strijkers. De oorspronkelijke partituur was voor 9 trompetten, 9 hoorns, 24 hobo's, 12 fagotten, 1 contrafagot, 1 serpent, 6 pauken en 2 kleine trommen. Later heeft Händel strijkers toegevoegd om het werk beter geschikt te maken voor uitvoeringen in de concertzaal. 
Het stuk bestaat uit vijf delen:
- Ouverture: Adagio, Allegro, Lentement, Allegro
- Bourrée
- La Paix: Largo alla siciliana
- La Réjouissance: Allegro
- Menuets I en II

De namen van het derde en vierde deel, La Paix (de vrede) en La Réjouissance (de vreugde), verwijzen naar de Vrede van Aken.

## Première
De première van het stuk vond plaats op 27 april 1749 in het Green Park te Londen. Het orkest zat in een tijdelijk opgetrokken bouwwerk, ontworpen door Giovanni Niccolò Servandoni. Ook het vuurwerk zou ontworpen zijn door Servandoni. Het liep echter mis: tijdens de voorstelling werd het slecht weer, waardoor een deel van het decor vuur vatte.